# Lupin III: Part III
Pour les articles homonymes, voir Lupin (homonymie).
Lupin III: Part III (ルパン三世 PARTIII, Rupan Sansei Pāto Surī) est une série télévisée d'animation japonaise produite par TMS Entertainment. C'est la troisième adaptation télévisée du manga Lupin III créé par Monkey Punch. La série a été diffusée sur Yomiuri Telecasting Corporation du 3 mars 1984 au 25 décembre 1985. Le film Edgar de la Cambriole : L'Or de Babylone a été distribué durant la diffusion originale de cette série.
Cette série est inédite dans les pays francophones.

## Distribution
- Yasuo Yamada : Arsène Lupin III
- Kiyoshi Kobayashi : Daisuke Jigen
- Eiko Masuyama : Fujiko Mine
- Makio Inoue : Goemon Ishikawa XIII
- Gorō Naya : inspecteur Koichi Zenigata

## Fiche technique
- Titre original : ルパン三世 PARTIII
- Réalisation : Yûzô Aoki
- Musique : Yūji Ōno
- Société de production : TMS Entertainment
- Pays de production : Japon
- Langue originale : japonais
- Format : couleur — 16 mm — 1,33 : 1
- Nombre d'épisodes diffusés : 50
- Durée : 30 minutes
- Dates de première diffusion :
  - Japon : 3 mars 1984

## Production
Yūzō Aoki, qui a eu de l'expérience avec les précédentes séries Lupin en tant qu'animateur clé et artiste de storyboard, a fait le design des personnages et servit en tant que superviseur en animation. Aoki proposa trois designs de personnage pour Lupin dans cette série: un Lupin dur, un doux et un comique. Son but était de se situer entre le style granuleux de Masaaki Osumi et le ton familial et amical d'Isao Takahata et d'Hayao Miyazaki provenant d'Edgar de la Cambriole.
Vers la seconde moitié de la série, l'équipe de production révisa les conceptions initiales des personnages pour pouvoir permettre une apparence plus cartoon et expressive avec comme objectif, dans les mots d'Aoki, d'achever un « résultat simple mais satisfaisant. » Dû aux diverses équipes d'animation impliquées, ainsi qu'à la décision d'avoir trois designs pour Lupin, les designs et le style en général de la série tendit à différer grandement d'un épisode à un autre et même dans le même épisode, une décision volontaire d'Aoki qui permit aux animateurs d'exprimer une plus grande portée de créativité.
La musique incluant les thèmes des génériques de début et de fin fut écrite par Yūji Ōno. Le thème d'ouverture "Sexy Adventure" fut interprété par Yūsuke Nakamura et celui de fin, "Fairy Night", par Sonia Rosa,.

## Épisodes
| #  | Titre | Réalisé par        | Écrit par           | Première diffusion |
| -- | --- | ------------------ | ------------------- | ------------------ |
| 01 | "The Gold Is Beckoning Lupin" Transcription: "Kinkai wa Rupan o Yobu" (Japonais: 金塊はルパンを呼ぶ)                                   | Yūzō Aoki          | Atsushi Yamatoya    | 3 mars 1984        |
| 02 | "Expose the Great Trap" Transcription: "Ōinaru Wana o Abake" (Japonais: 大いなる罠を暴け)                                              | Kenji Kodama       | Kō Takashina        | 10 mars 1984       |
| 03 | "Good Afternoon, Hell's Angel" Transcription: "Konnichiwa Jigoku no Tenshi" (Japonais: こんにちは 地獄の天使)                          | Saburō Hashimoto   | Yutaka Kaneko       | 17 mars 1984       |
| 04 | "Telepathy Is Love's Signal" Transcription: "Terepashī wa Ai no Signal" (Japonais: テレパシーは愛のシグナル)                           | Osamu Nabeshima    | Kō Takashina        | 24 mars 1984       |
| 05 | "The Peerless Goemon" Transcription: "Goemon Musō" (Japonais: 五右ェ門無双)                                                            | Noriko Itakura     | Yutaka Kaneko       | 7 avril 1984       |
| 06 | "Lupin has Come with a Tank" Transcription: "Rupan ga Sensha de Yattekita" (Japonais: ルパンが戦車でやってきた)                        | Kenji Kodama       | Hideo Takayashiki   | 19 mai 1984        |
| 07 | "The Man Is Called the Death Garb" Transcription: "Shinigami Gābu to Yobareta Otoko" (Japonais: 死神ガーブと呼ばれた男)                | Shigetsugu Yoshida | Yutaka Kaneko       | 26 mai 1984        |
| 08 | "Virgin Mary's Getaway Strategy" Transcription: "Seibo Mariya no Dasshutsu Sakusen" (Japonais: 聖母マリアの脱出作戦)                   | Masaharu Okuwaki   | Hiroko Hagita       | 9 juin 1984        |
| 09 | "The Copy-Man Comes Expensive" Transcription: "Kopī Ningen wa Takaku Tsuku" (Japonais: コピー人間は高くつく)                           | Saburō Hashimoto   | Hideo Takayashiki   | 16 juin 1984       |
| 10 | "Lay a Plot with the Treasure" Transcription: "Hihō wa Inbō no Nioi" (Japonais: 秘宝は陰謀の匂い)                                      | Kenji Kodama       | Hisato Sano         | 23 juin 1984       |
| 11 | "The Ruby Sheds Bloody Tears" Transcription: "Rubī wa Chi no Ase o Nagasu" (Japonais: ルビーは血の汗を流す)                            | Noriko Itakura     | Yasushi Hirano      | 7 juillet 1984     |
| 12 | "The Prisoner of a Valtan Palace" Transcription: "Barutankan no Toriko" (Japonais: バルタン館のとりこ)                                 | Osamu Nabeshima    | Tomoko Konparu      | 28 juillet 1984    |
| 13 | "Play a Joke on the Variation" Transcription: "Warunori Hensōkyoku" (Japonais: 悪のり変装曲)                                           | Shigetsugu Yoshida | Seijun Suzuki       | 20 octobre 1984    |
| 14 | "Let's Play the Abduction Game" Transcription: "Yūkai Gēmu wa Osuki" (Japonais: 誘拐ゲームはお好き)                                    | Saburō Hashimoto   | Yasushi Hirano      | 27 octobre 1984    |
| 15 | "The Killer Comes Along Quietly" Transcription: "Koroshi ga Shizuka ni Yattekuru" (Japonais: 殺しが静かにやってくる)                   | Hajime Kamegaki    | Toshimichi Ōkawa    | 3 novembre 1984    |
| 16 | "The Golden Apple has Poison" Transcription: "Ōgon no Ringo Niwa Doku ga Aru" (Japonais: 黄金のリンゴには毒がある)                     | Kenji Kodama       | Hideki Sonoda       | 10 novembre 1984   |
| 17 | "Are You Really Getting Married?" Transcription: "Kekkon Surutte Hontō Desu ka" (Japonais: 結婚するって本当ですか)                     | Takashi Sokabe     | Kō Takashina        | 17 novembre 1984   |
| 18 | "Show Time Smells of Death" ou "Let's Dance to Death" Transcription: "Shōtaimu wa Shi no Kaori" (Japonais: ショータイムは死の香り)     | Yūzō Aoki          | Masaaki Sakurai     | 24 novembre 1984   |
| 19 | "An Act of Betrayal" Transcription: "Uragiri no Kōya o Hashire" (Japonais: 裏切りの荒野を走れ)                                         | Kenji Kodama       | Toshimichi Ōkawa    | 1er décembre 1984  |
| 20 | "Cross His Name Off the List" Transcription: "Kako o Keshita Otoko" (Japonais: 過去を消した男)                                         | Masakatsu Iijima   | Takayuki Kan        | 8 décembre 1984    |
| 21 | "Farewell, Golden Legend" Transcription: "Saraba Ōgon-densetsu" (Japonais: さらば黄金伝説)                                             | Tōru Ogihara       | Shōichirō Ōkubo     | 15 décembre 1984   |
| 22 | "The Fire Is Not Suitable for a Diamond" Transcription: "Dia ni Honō wa Niawanai" (Japonais: ダイヤに炎は似合わない)                   | Takashi Sokabe     | Yasushi Hirano      | 22 décembre 1984   |
| 23 | "The Strategy of Beirut Mobile Bank Robbery" Transcription: "Beirūto Idō-ginkō-gōdatsu-sakusen" (Japonais: ベイルート移動銀行強奪作戦) | Hiroshi Ogawa      | Yutaka Kaneko       | 29 décembre 1984   |
| 24 | "Pray for the Repose of Your Soul" Transcription: "Tomoyo Fukaku Nemure" (Japonais: 友よ深く眠れ)                                      | Hajime Kamegaki    | Shōichirō Ōkubo     | 12 janvier 1985    |
| 25 | "We Are not Angels" Transcription: "Oretachi wa Tenshi Janai" (Japonais: 俺たちは天使じゃない)                                         | Tōru Ogihara       | Kō Takashina        | 19 janvier 1985    |
| 26 | "The Ghost of New York" Transcription: "New York no Yūrei" (Japonais: ニューヨークの幽霊)                                              | Yūzō Aoki          | Yoshio Urasawa      | 26 janvier 1985    |
| 27 | "Code Name Is Alaska Star" Transcription: "Angōmei wa Arasuka no Hoshi" (Japonais: 暗号名はアラスカの星)                               | Rokō Ogiwara       | Yutaka Kaneko       | 2 février 1985     |
| 28 | "The Alaska Star Is a Ticket to Hell" Transcription: "Arasuka no Hoshi wa Jigoku e no Hōshū" (Japonais: アラスカの星は地獄への報酬)    | Rokō Ogiwara       | Yutaka Kaneko       | 9 février 1985     |
| 29 | "Let's Go to the Honey-Moon" Transcription: "Tsuki e Honey-Moon ni Ikō" (Japonais: 月へハネムーンに行こう)                             | Rokō Ogiwara       | Atsushi Yamatoya    | 16 février 1985    |
| 30 | "The Name of the Cocktail Is Revenge" Transcription: "Kakuteru no Na wa Fukushū" (Japonais: カクテルの名は復讐)                        | Takashi Sokabe     | Yasushi Hirano      | 23 février 1985    |
| 31 | "Reversal. Reversal and Again Reversal" Transcription: "Gyakuten. Gyakuten mata Gyakuten" (Japonais: 逆転 逆転 また逆転)               | Tsutomu Iida       | Shigemitsu Taguchi  | 2 mars 1985        |
| 32 | "10 million Dollar Key" Transcription: "1000man-doru no Kagi" (Japonais: 1000万ドルの鍵)                                               | Rokō Ogiwara       | Hiroshi Kashiwabara | 9 mars 1985        |
| 33 | "A Boy Genius Plays a Dangerous Game" Transcription: "Tensai Shōnen no Kiken na Asobi" (Japonais: 天才少年の危険な遊び)                | Rokō Ogiwara       | Junichi Miyashita   | 16 mars 1985       |
| 34 | "Manhattan Crisis" Transcription: "Manhattan-crisis" (Japonais: マンハッタン·クライシス)                                               | Tsutomu Iida       | Hiroshi Kashiwabara | 23 mars 1985       |
| 35 | "Target Was Gone Beyond the Snow Field" Transcription: "Tāgetto wa Hakugin no Hate ni" (Japonais: ターゲットは白銀の果てに)            | Takashi Sokabe     | Junichi Miyashita   | 30 mars 1985       |
| 36 | "The Eagle Alights on the Glory" Transcription: "Washi no Maioriru Toki" (Japonais: 鷲の舞い降りる時)                                  | Rokō Ogiwara       | Izo Hashimoto       | 6 avril 1985       |
| 37 | "Pops Boils over with Rage" Transcription: "Tottsuan Ōi ni Ikaru" (Japonais: 父っつぁん大いに怒る)                                     | Rokō Ogiwara       | Yutaka Kaneko       | 20 avril 1985      |
| 38 | "Letiethia Loved Me" Transcription: "Ore o Aishita Retishia" (Japonais: 俺を愛したレティシア)                                          | Masakatsu Iijima   | Junichi Miyashita   | 27 avril 1985      |
| 39 | "Give the Gold to the Rival" Transcription: "Raibaru ni Ōgon o" (Japonais: ライバルに黄金を)                                           | Tsutomu Iida       | Kō Takashina        | 11 mai 1985        |
| 40 | "In a Panic over the Treasure" Transcription: "Ichimai no Otakara de Dai-konsen" (Japonais: 一枚のお宝で大混戦)                        | Takashi Sokabe     | Yasushi Hirano      | 25 mai 1985        |
| 41 | "A Night under Martial Law" Transcription: "Kaigenrei no Yoru" (Japonais: 戒厳令の夜)                                                  | Rokō Ogiwara       | Yutaka Kaneko       | 8 juin 1985        |
| 42 | "Plunder the Pyramid of Insurance" Transcription: "Piramiddo no Hokenkin o Ubae" (Japonais: ピラミッドの保険金を奪え)                  | Mitsuo Giya        | Shōichirō Ōkubo     | 22 juin 1985       |
| 43 | "Farewell, Cinderella" Transcription: "Saraba Shinderera" (Japonais: さらばシンデレラ)                                                 | Tsutomu Iida       | Kō Takashina        | 29 juin 1985       |
| 44 | "Our Papa Is a Thief" Transcription: "Boku-tachi no Papa wa Dorobō" (Japonais: ボクたちのパパは泥棒)                                   | Masakatsu Iijima   | Hiroshi Kashiwabara | 6 juillet 1985     |
| 45 | "A Toast to the Con-Game" Transcription: "Kon-gēmu ni Kanpai" (Japonais: コンゲームに乾杯)                                             | Masakatsu Iijima   | Hikaru Arai         | 20 juillet 1985    |
| 46 | "Worn-Out Wings" Transcription: "Ore no Tsubasa wa Scrap" (Japonais: 俺の翼はスクラップ)                                               | Yoshihiro Takamoto | Junichi Miyashita   | 27 juillet 1985    |
| 47 | "A Famous Picture" Transcription: "Ichimai no Meiga" (Japonais: 一枚の迷画)                                                            | Yoshio Takeuchi    | Hisato Sagawa       | 17 août 1985       |
| 48 | "Tears Stood in Hades' Eyes" Transcription: "Hadisu no Namida" (Japonais: ハディスの涙)                                                | Masaharu Okuwaki   | Katsuyuki Nakamura  | 31 août 1985       |
| 49 | "Pops Was Adopted into the Family" Transcription: "Tottsuan ga Yōshi ni Natta hi" (Japonais: とっつぁんが養子になった日)               | Tsutomu Iida       | Yoshio Urasawa      | 28 septembre 1985  |
| 50 | "Kill the Atomic Submarine Ivanov" Transcription: "Gensen Iwanofu no Massatsu-shirei" (Japonais: 原潜イワノフの抹殺指令)               | Rokō Ogiwara       | Hiroshi Kashiwabara | 25 décembre 1985   |

## Accueil et postérité
En 2018, Rose Bridges d'Anime News Network écrivit que Lupin the 3rd Part III est connu comme étant la « plus faible » des séries Lupin III, « largement en raison de la qualité de son animation, mais également en raison de certains synopsis particulièrement loufoques ». Son collègue Mike Toole s'est plaint du fait que « personne ne parle du Lupin à la veste rose. Le Lupin III à la veste rose est actuellement génial, mais aussi bizarre et ridicule ».
Le sixième épisode de la série Lupin III Part V, de 2018, est un hommage à la troisième série.

## Autres médias
Un coffret DVD de la série fut distribué au Japon le 26 mai 2002 par VAP, suivi d'un coffret Blu-ray le 22 février 2017. En décembre 2020, Discotek Media annonça qu'ils avaient licencié la série pour pouvoir la distribuer en Amérique du Nord. Ils distribuèrent les 50 épisodes sur un ensemble de coffrets Blu-ray le 31 août 2021.